# Vässby församling
Vässby församling var en församling  i Skara stift i nuvarande Vara kommun. Församlingen uppgick omkring 1800 i Längjums församling.
Kyrkan förstördes/revs efter 1546, men före 1583. 

## Administrativ historik
Församlingen har medeltida ursprung och uppgick omkring 1800 i Längjums församling, efter att före dess ingått i Larvs pastorat.